# Анклав

C — эксклав государства B в государстве A, то есть окружённый его территорией.
Он же (C) — анклав в государстве A.

Анкла́в (фр. enclave от лат. inclavatus «заключенный, запертый») — территория, полностью окружённая территорией другого государства или территорией другой административно-территориальной единицы.
Понятие территории включает в себя как сухопутную территорию, так и территориальные воды государства. К территории отдельного государства понятие «анклав» применяется, только если она полностью окружена другим (одним) государством и не имеет выхода к морю. В этом случае понятие «эксклав» неприменимо. Таких государств три: Ватикан и Сан-Марино внутри Италии, Лесото внутри ЮАР. Ряд признаков государственности имеет также Мальтийский орден, владеющий территориями-анклавами внутри Италии и Мальты.
Также различают:
- По́лный анкла́в — часть государства или административно-территориальной единицы, окружённая на суше территорией другого государства или территорией другой административно-территориальной единицы и не имеющая выхода к морю.
- Полуанкла́в — часть государства, окружённая территорией другого государства на суше, но имеющая выход к морю. Анклавы такого типа также называют прибре́жными (иногда морскими) анкла́вами[2]. Примерами государств-полуанклавов являются Бруней, который окружают Малайзия и Южно-Китайское море, а также Португалия, окружённая Испанией и Атлантическим океаном. Полуанклавом является также часть форта Сант-Анджело на территории Мальты, относящаяся к Мальтийскому ордену. В государствах, основная территория которых находится за пределами полуанклава, территорию полуанклава называют полуэксклавом. Такой полуэксклав может быть окружён морем и одним государством. В обиходной речи полуанклавы и полуэксклавы могут называть просто анклавами и эксклавами[3]. В литературе слово «анклав» также применяется некоторыми авторами к месту компактного проживания племен (народов)[4][5].

## Анклавы и эксклавы

C — эксклав государства B, окружённый территорией государств А и D.

Чи́стый экскла́в — не суверенный регион, отделённый от основной территории государства и окружённый более чем одним государством (то есть не являющийся анклавом). Чистый эксклав не является анклавом относительно других государств, но является эксклавом относительно основной территории государства.
Одна и та же территория является эксклавом для того государства, которой она принадлежит, и анклавом для того государства, которому она не принадлежит. Исключение составляет чистый эксклав. Аналогичная терминология используется для полуэксклавов и полуанклавов.
- Калининградская область России окружена Балтийским морем, Польшей и Литвой, а значит, является российским полуэксклавом, но не является полуанклавом.
- Саньково-Медвежье, находящееся на территории Гомельской области Белоруссии, административно относится к Брянской области России. То есть Саньково-Медвежье является анклавом Белоруссии и эксклавом России.
- Сеута и Мелилья — полуэксклавы Испании и полуанклавы Марокко, выходят к Средиземному морю.
- Село Дубки на мысу, выдающемся в Псковское озеро, отделено от Псковской области России территорией Эстонии. А значит является полуэксклавом России и полуанклавом Эстонии.
- Штат Аляска является одновременно полуэксклавом США и американским полуанклавом по отношению к Канаде, так как граничит только с ней.
- Нахичеванскую Автономную Республику, входящую в состав Азербайджана, окружают Армения, Иран и Турция, а потому Нахичевань — эксклав Азербайджана, но не анклав.
- Шахимарданский эксклав, Сохский район и Чон-Гара, относящиеся к Ферганской области Узбекистана, являются анклавами по отношению к окружающей их со всех сторон Киргизии.
- Микрорайон Кречевицы, относящийся к Великому Новгороду, является анклавом по отношению к окружающему его со всех сторон Новгородскому району.
- Аналогичным образом Новосибирским районом окружён микрорайон Новосибирска Пашино: он относится к городу Новосибирску.
- Аналогичным образом Верхнехавским районом окружён микрорайон Воронежа Краснолесный[8].
- Аналогично Вологодский район окружает посёлок Молочное, административно входящий в состав города Вологды.
- Аналогично Омский район окружает микрорайон Крутая горка, административно входящий в состав города Омска.
- Город Зеленоград (Зеленоградский административный округ) является частью Москвы, но окружён со всех сторон территорией Московской области.
- Отдельная площадка Конезавод, ВТБ является частью Новой Москвы, окружённой со всех сторон территорией Московской области.

## Государства-анклавы
- Ватикан (анклав на территории Италии)[9]
- государствоподобное образование  Мальтийский орден (анклав на территории Италии)
- Сан-Марино (анклав на территории Италии)[9]
- Лесото (анклав на территории ЮАР)[9][10]

## Территории-анклавы и территории-эксклавы
- Адыгея — республика в составе Российской Федерации, анклав Краснодарского края.
- Аляска — американский полуэксклав, омывающийся водами Северного Ледовитого и Тихого океанов; граничит с Канадой и является полуанклавом, имеет морскую границу с Россией.
- Аргаяшский кантон — часть Башкирской АССР, окружённая Уральской областью РСФСР в 1919—1934.
- Бангладешские анклавы — 92 бангладешских села-эксклава в Индии. Больше не существуют, на основе соглашения об обмене анклавами с Индией от 1.08.2015.
- Барак — киргизское село, окружённое территорией Узбекистана.
- Барле — бельгийский эксклав, полностью окружённый нидерландской территорией.
- Бюзинген-на-верхнем-Рейне — немецкий эксклав (7,62 км²), полностью окружённый швейцарской территорией: с трёх сторон швейцарским кантоном Шаффхаузен и с юга — кантонами Рейн-Цюрих и Тургау. Он имеет население около 1450 жителей. Город отделён от Германии только узкой перемычкой, менее 1 км в её самой узкой части, на которой находится швейцарский посёлок Дорфлинген. В 1918 году в Бюзингене прошёл референдум, на котором 96 % голосов было отдано за то, чтобы стать частью Швейцарии. Однако этого не произошло, так как Швейцария не могла предложить ничего подходящего взамен, поэтому Бюзинген остался эксклавом Германии до сих пор.
- Военная база Гуантанамо — территория на побережье Кубы, над которой фактически установлен суверенитет США[источник не указан 4109 дней].
- Могила Сулейман Шаха около замка Джабер (Джабер Калеси) в Сирии — в соответствии с турецко-французским соглашением 1921 года считается турецкой территорией.
- Индийские анклавы — 106 индийских сёл на территории Бангладеш. Больше не существуют, на основе соглашения об обмене анклавами с Бангладеш от 1.08.2015.
- Индонезийские полуанклавы: Западная Новая Гвинея (Папуа-Новая Гвинея), Восточные Малые Зондские острова (Восточный Тимор), Калимантан (Малайзия).
- Испанские полуанклавы — это города Сеута, Мелилья, а также полуостров Пеньон-де-Велес-де-ла-Гомера в Марокко, омывающиеся Средиземным морем.
- Кампионе-д'Италия — итальянский городок в Швейцарии.
- Льивия — испанский городок во Франции.
- Мусандам — оманский полуэксклав в ОАЭ. К концу XIII века оманцы управляли обширной империей. На пике своего развития в XIX веке, во время правления султана Саида бин Султана, Оман контролировал Момбасу и Занзибар и управлял торговыми точками на африканском побережье. В результате распада империи во второй половине XIX века Оман потерял прежние позиции, но продолжал контролировать Мусандам, когда там образовались Объединённые Арабские Эмираты. См. также: Владения Маската и Омана.
- Окуси-Амбено — полуэксклав Восточного Тимора, омывающийся морем Саву; граничит только с Индонезией, а значит, является по отношению к ней полуанклавом.
- Российские анклавы
  - Медвежье-Саньково — эксклав России, состоящий из сёл Саньково и Медвежье, окружённых территорией Белоруссии[11].
  - Дубки — полуэксклав России, отделённый территорией Эстонии. Является по отношению к Эстонии полуанклавом.
  - Калининградская область — полуэксклав России, окружённый Польшей, Литвой и Балтийским морем.
- Саставци — эксклав Боснии и Герцеговины в Сербии.
- Сен-Мартен и Синт-Маартен — полуэксклавы Франции и Нидерландов, расположенные на одноимённом острове, входящем в Малые Антильские острова. Являются взаимными полуанклавами.
- Таджикские эксклавы — это сёла Ворух (анклав в Киргизии), а также территории Западная Калача и Сарвак (анклавы в Узбекистане).
- Тембуронг — полуэксклав Брунея, омывающийся Южно-Китайским морем; граничит только с Малайзией, то есть является полуанклавом по отношению к ней.
- Ток-Чуранский кантон — часть Башкирской АССР, окружённая Оренбургской губернией РСФСР в 1919—1924 годах.
- Чисумулу и Ликома — острова Малави на озере Ньяса, расположенные в территориальных водах Мозамбика.
- Шахимарданский эксклав и Сохский район, относящиеся к Ферганской области Узбекистана, являются анклавами по отношению к окружающей их со всей стороны Киргизии.
- Яланский кантон — часть Башкирской АССР, окружённая Челябинской губернией РСФСР в 1919—1922 годах.

## Государства-полуанклавы
- Португалия (полуанклав, окружённый на суше Испанией и имеющий выход к Атлантическому океану
- Бруней (полуанклав, окружённый на суше Малайзией и меющий выход к Тихому океану)
- Гамбия (полуанклав, окружённый на суше Сенегалом и имеющий выход к Атлантическому океану)
- Монако (полуанклав, окружённый на суше Францией и имеющий выход к Атлантическому океану)
- Гаити (полуанклав, окружённый на суше Доминиканской Республикой и имеющий выход к Атлантическому океану)
- Доминиканская Республика (полуанклав, окружённый на суше государством Гаити и имеющий выход к Атлантическому океану)
- Ирландия (полуанклав, окружённый на суше Великобританией и имеющий выход к Атлантическому океану)
- Восточный Тимор (полуанклав, окружённый на суше Индонезией и имеющий выход к Индийскому и Тихому океанам)
- Катар (полуанклав, окружённый на суше Саудовской Аравией и имеющий выход к Индийскому океану)
- Папуа — Новая Гвинея (полуанклав, окружённый на суше Индонезией и имеющий выход к Тихому и Индийскому океанам)
- Республика Корея (полуанклав, окружённый на суше Корейской Народно-Демократической Республикой и имеющий выход к Тихому океану)